# Cherokee (Alabama)
Cherokee é uma cidade  localizada no estado americano do Alabama, no Condado de Colbert.

## Demografia
Segundo o censo americano de 2000, a sua população era de 1237 habitantes.
Em 2006, foi estimada uma população de 1184, um decréscimo de 53 (-4.3%).

## Geografia
De acordo com o United States Census Bureau, a localidade tem uma área de 5,8 km², sem área coberta por água. Cherokee localiza-se a aproximadamente 162 m acima do nível do mar.

## Localidades na vizinhança
O diagrama seguinte representa as localidades num raio de 32 km ao redor de Cherokee.